# MANGO Fashion Awards
Premio de Moda Mango (Mango Fashion Awards) es un certamen de moda organizado desde el 2007 por la multinacional barcelonesa Mango en España, y donde se entregan los premios "El Botón" y "El Botón de Oro". 
"El Botón" se entrega a jóvenes talentos de la moda con el objetivo de impulsar trabajos de jóvenes promesas. El ganador obtiene un premio de 300.000 euros, el mayor de estas características, y que se ponga a la venta el diseño en las tiendas de Mango, junto con la de los finalistas.

## Premios
"El Botón"
- 2007, Sandrina Fasoli y Michaël Marson.[2]
- 2008, Jin Youn Lee.[1]
- 2009, Lena Lumelsky.

"El Botón de Oro"
- 2007, Valentino
- 2008, Óscar de la Renta
- 2009, Jean Paul Gaultier